# Opuntia auberi
Opuntia auberi là một loài thực vật có hoa trong họ Cactaceae. Loài này được Pfeiff. mô tả khoa học đầu tiên năm 1840.

## Hình ảnh

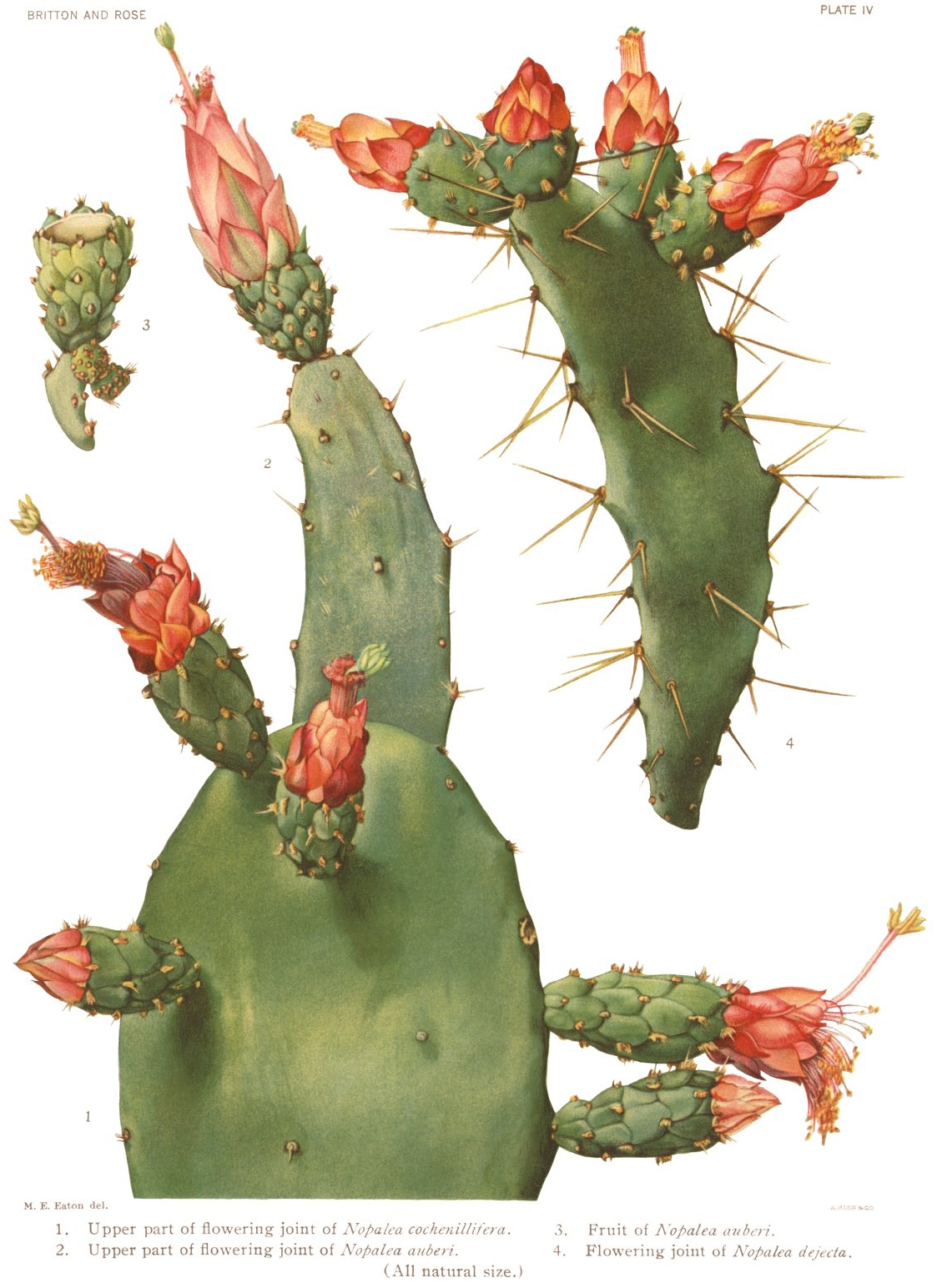